# Bjärme andelsladugård

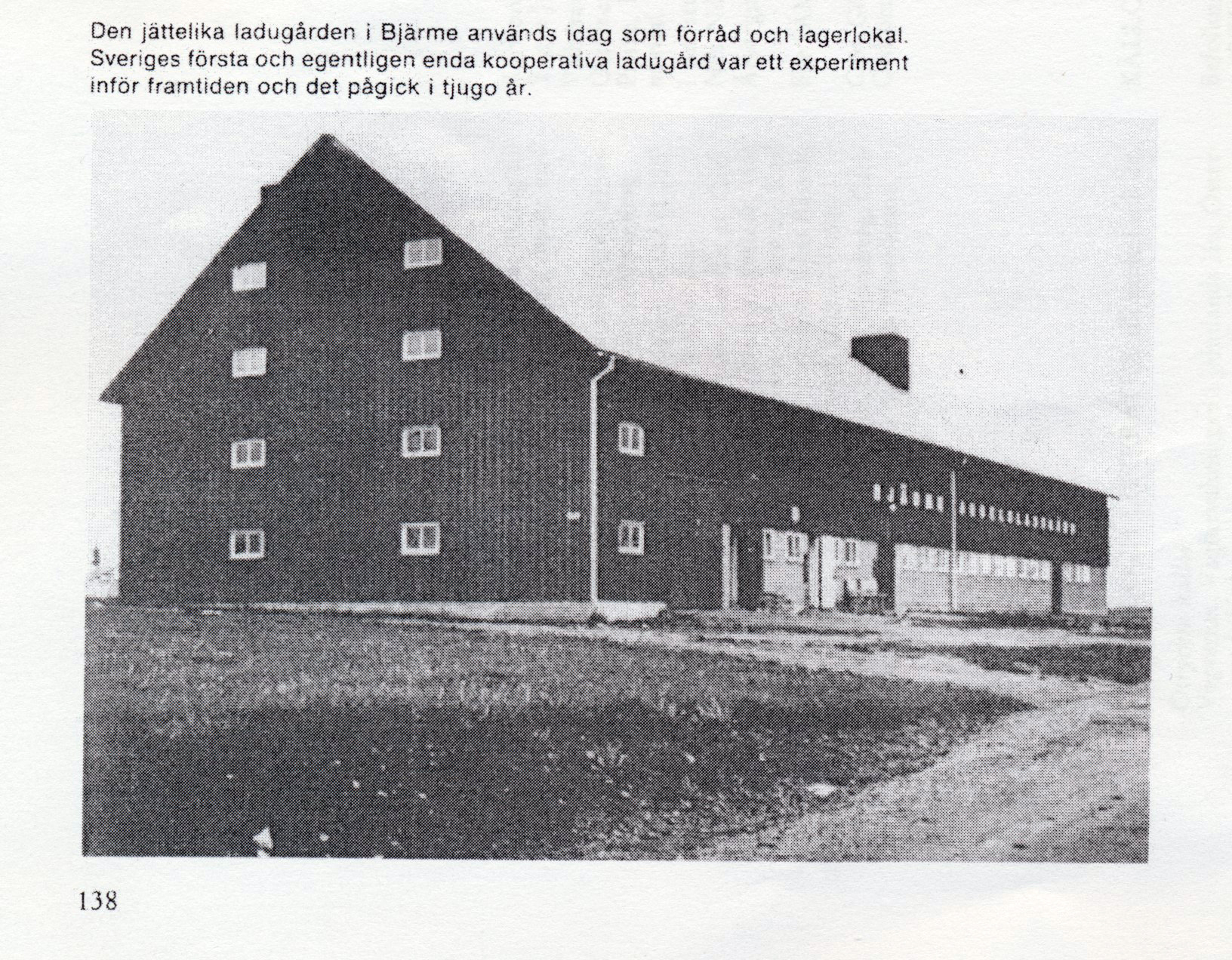
Bjärme andelsladugård

Bjärme andelsladugård i Bjärme i Näs socken och i dagens Östersunds kommun, invigdes hösten 1944. Den drevs mellan 1944 och 1965 och ägdes gemensamt av 11 bönder i Bjärme, vilka slagit sig samman för att öka produktiviteten och minska gårdarnas byggnadskostnader.

## Historia
Bjärmes andelsladugård blev den första i sitt slag och sågs som ett experiment.
Andelsladugården var den första i sitt slag i Sverige och uppfattades som ett betydelsefull ekonomiskt och socialt experiment :inte bara en ladugård utan också bärare av politiska och sociala förhoppningar och blev därför ytterst en kontroversiell fråga där inte minst den socialdemokratiska partiidelogin kom att spela en stor roll.
Arbetet med att realisera planerna på andelsladugården började våren 1938.
En av Bjärmebönderna var speciellt drivande : Olof Emil Alm 1891-1978, kommunal och landstingsman.
Våren 1939 grundades föreningen Bjärme koperativa andelsladugård' ( morfar till författarinnan Bodil Malmsten) 
Under många år sökte föreningen ekonomiska bidrag från bland annat KF och Olof Emil Alm besökte Stockholm och riksdagen och skrev otaliga gånger brev till Jordbruksminister Axel Pehrsson-Bramstorp. Men inte förrän Olof Emil Alm fick kontakt med Arne S Lundberg, redaktör för socialdemokratiska ungdomsförbundets tidning Frihet och Lundberg avrådde Alm att försöka få frågan om andelsladugård upp i riksdagen som regeringsproposition: " Om jag känner gubbarna rätt, så kan du få vänta till döddagar på den propositionen. Om däremot, med stöd av ert utredningsmaterial en motion väcktes i riksdagen om anslag till försöksladugården i Näs, skulle det kunna bli rotation i frågan på en gång".
Arne S. Lundberg menade att Per-Albin-torpens tid måste ta slut och nya produktionsvägar prövas. Andelsladugården i Bjärme kanske inte var lösning men ett uppslag som kunde få hela jordbrukspolitiken på rätt bog. En andelsladugård skulle också ha betydelse för kvinnorna och deras eviga slit med mjölkningen.
År 1943 diskuterades andelsladugården i ett tjugotal tidningar över hela landet.
Den5 mars 1943 lade jordbruksminister Bramstorp fram sin proposition för riksdagen.Han föreslog riksdagen att bevilja Bjärme andelsladugård statsunderstöd med 25 000 kr som lån och 20 000 som bidrag.
Den 23 mars samma vår inlämnades av riksdagsman Verner Hedlund i Östersund som yrkade att riksdagen skulle överräcka 45 000 kr i bidrag.
När frågan diskuterades i riksdagen var socialdemokrater och bondeförbundare eniga.
Debatten resulterade i att båda kamrar tillstyrkte regeringspropositionen om lån och bidrag.